# Kaffrine (regio)
Kaffrine is een van de veertien regio's van Senegal en ligt in het centrale deel van het land. De regio Kaffrine was vroeger een departement van de regio Kaolack. In 2006 werd met grondgebied van dit departement het nieuwe departement Koungheul gecreëerd. Per 1 februari 2008 werden de twee departementen afgesplitst van Kaolack om de nieuwe regio Kaffrine te vormen.

## Grenzen
De regio Kaffrine grenst in het zuiden aan de divisie Central River van Gambia.

Andere grenzen heeft de regio met vier buurregio's:
- Louga in het noorden.
- Tambacounda in het oosten.
- Kaolack in het westen.
- Fatick in het noordwesten.

## Departementen
De regio is onderverdeeld in vier departementen:
- Birkilane
- Kaffrine
- Koungheul
- Malem Hoddar

Dakar ·
Diourbel ·
Fatick ·
Kaffrine ·
Kaolack ·
Kédougou ·
Kolda ·
Louga ·
Matam ·
Saint-Louis ·
Sédhiou ·
Tambacounda ·
Thiès ·
Ziguinchor